# François Bourbotte
François Bourbotte (24 de febrer de 1913 - 15 de desembre de 1972) fou un futbolista francès.

## Selecció de França
Va formar part de l'equip francès a la Copa del Món de 1938.